# عبد الصمد مرفاوي
عبد الصمد مرفاوي (بالفارسية: عبدالصمد مرفاوی) هو مدرب كرة قدم إيراني. حضر عبد الصمد مرفاوي خلال مسيرته الرياضية في عدة فرق ومنها نادي صبا قم لكرة القدم الإيراني.